# Systemd-boot
systemd-boot je otevřený bootovací správce pro počítače podporující UEFI. Od května 2015 (tedy od verze 220) je součástí démona systemd, předtím byl samostatným projektem a jmenoval se gummiboot. Po začlenění do systemd byl samostatný vývoj ukončen.
Původně jej vyvinuli inženýři společnosti RedHat Kay Sievers a Harald Hoyer jako alternativu ke GRUBu. Cílem byl minimalistický správce bootování, který nepotřebuje konfiguraci a sám nalezne přítomné operační systémy, z kterých dá uživateli vybrat. Dalším rozdílem oproti GRUBu bylo licencování: Zatímco GRUB je licencován pod licencí GNU GPL, gummiboot byl od počátku vyvíjen pod licencí GNU LGPL. Důvodem volby jiné svobodné licence byla obava ohledně kompatibility GNU GPL s nutností distribuce a používání klíčů při použití bootovací varianty Secure Boot.